# А-10
А-10 — планер конструкції Олега Антонова. Був створений в 1952 році на базі попередньої розробки — планера А-9: було додано місце для пасажира, який сидів за спиною пілота обличчям до хвоста; довжина кабіни була збільшена на 250 мм.
На планері були встановлені чотири світові рекорди у класі багатомісних планерів. Зокрема, 28 травня 1953 року Заслужений майстер спорту В. М. Ільченко, маючи на борту пасажира, відчепився від буксирувальника в районі підмосковного Кунцево, і, подолавши по прямій 829,8 км, посадив планер недалеко від Сталінграда (Волгоград).

## Льотно-технічні характеристики
- Розмах крила - 16,24 м;
- Довжина - 6,80 м;
- Відносне подовження крила - 19,6;
- Висота - 1,49;
- Площа крила - 13,50 м²;
- Маса порожнього - 327 кг;
- Максимальна швидкість - 200 км/год;
- Максимальна аеродинамічна якість - 28;
- Швидкість МАК - 88 км/год;
- Мінімальне зниження - 0,87 м/с;
- Швидкість мінімального зниження - 85 м/с;
- Посадкова швидкість - 85 км/год;
- Гранично допустиме перевантаження - 8,5;
- Екіпаж - 2 людини.